# Пол Арден
Пол Арден (на английски: Paul Arden) работи 14 години като изпълнителен криейтив директор в „Саачи & Саачи“. Отговаря за едни от най-успешните рекламни кампании във Великобритания – Бритиш еъруейс, Силк Кът, Анчор бътър, Интерсити и Фуджи. Кампанията, която изготвя за Бритиш еъруейс остава в историята, като една от най-добрите рекламни кампании създавани някога.
През 1993 г. създава филмова компания „Арден Съдерленд-Дод“. От първата му книга са продадени над половин милион броя. Списва седмична колонка в „Индепендънт“, а откри фотографска галерия в родния си дом Петуърт. Пол Арден е автор на книгата „Каквото и да си мислиш, помисли за обратното“.